# وزارة أحمد حسن البكر الثانية
وزارة أحمد حسن البكر الثانية هي ثاني وزارة تشكلت بعد الإطاحة بحكومة عبد الكريم قاسم في الثورة التي قادها عبد السلام عارف.
في 11 أيار 1963، استقالت وزارة أحمد حسن البكر الأولى، فكلف المشير الركن عبد السلام محمد عارف رئيس الجمهورية السيد أحمد حسن البكر بتشكيل الوزارة الجديدة في 12 أيار 1963.

## التشكيلة الوزارية
تكونت الوزارة من الوزراء أدناه:
- رئيس الوزراء: أحمد حسن البكر
- نائب رئيس الوزراء: علي صالح السعدي وكذلك وزير الإرشاد
- وزير الداخلية: حازم جواد بالوكالة ووزير دولة
- وزير الدفاع: صالح مهدي عماش
- وزير الخارجية: طالب حسن شبيب
- وزير المواصلات: عبد الستار عبد اللطيف
- وزير الصحة: عزت مصطفى
- وزير العدل: مهدي الدولعي
- وزير البلديات: محمود شيت خطاب
- وزير الزراعة: بابا علي الشيخ محمود
- وزير الصناعة: ناجي طالب
- وزير الإصلاح الزراعي: سعدون حمادي
- وزير النفط: عبد العزيز الوتاري
- وزير التربية والتعليم: أحمد عبد الستار الجواري
- وزير المالية: محمد جواد العبوسي
- وزير الإسكان: رجب عبد المجيد
- وزير التجارة: شكري صالح زكي
- وزير الشؤون الاجتماعية: حميد خلخال علوان
- أصبح علي صالح السعدي وزيرا لشؤون رئاسة الجمهورية ووزيرا للإرشاد
- وزير التخطيط: عبد الكريم العلي
- وزراء دولة:
  - فؤاد عارف، وزير دولة لشؤون الأوقاف
  - مسارع الراوي وزير دولة لشؤون الوحدة الاتحادية

يلاحظ أن التعديلات التي أجريت على الوزارة الأولى كانت:
- أصبح علي صالح السعدي وزيرا لشؤون رئاسة الجمهورية وشغل منصب وزير الإرشاد بدلا من مسارع الراوي
- أصبح مسارع الراوي وزير دولة لشؤون الوحدة الثلاثية
- شغل حازم جواد منصب وزير الداخلية بدلا من علي صالح السعدي بعد أن كان وزير دولة
- شغل محمد جواد العبوسي منصب وزير المالية مكان صالح كبة
- رجب عبد المجيد منصب وزير الإسكان بدلا من عبد الستار علي الحسين[3]

## التعديلات الوزارية

### استقالة الوزيرين الكرديين
استقال وزير الدولة فؤاد عارف وبابا علي الشيخ محمود وزير الزراعة بسبب تعثر حل القضية الكردية، فشغل وزير الإصلاح الزراعي الدكتور سعدون حمادي منصب وزير الزراعة وكالة.

### تعديلات 21 آب
في 21 آب 1963، صدر مرسوم جمهوري يقضي:
- تعيين الدكتور محمود محمد الحمصي وزيرا للتجارة مكان شكري صالح زكي.[3]

### تعديلات تشرين الأول
قدم ثلاثة وزراء استقالاتهم وهم ناجي طالب وزير الصناعة ورجب عبد المجيد وزير الاشغال والإسكان والدكتور محمد جواد العبوسي وزير المالية، فقبلت استقالاتهم في 7 تشرين الأول 1963 وعين الوزراء التالية اسماؤهم بالمناصب الوزارية أدناه:
- وزير الأشغال والإسكان: حميد خلخال علوان
- وزير العمل والشؤون الاجتماعية: حمدي عبد المجيد جاسم العاني (بدلا من حميد خلخال علوان )
- وزير المالية: سلمان عبد الرزاق الأسود (بدلا من محمد جواد العبوسي المستقيل)
- وزير الزراعة: محمد عمار الراوي
- وزير العدل: كامل الخطيب بدلا من مهدي صالح الدولعي[3]
- وزير الدولة لشؤون الأوقاف: مهدي صالح الدولعي[3]

### تعديلات تشرين الثاني
في تشرين الأول 1963، منعت السلطات السورية بعض قيادات حزب البعث من العودة إلى العراق مثل نائب رئيس الوزراء علي صالح السعدي ووزير العمل والشؤون الاجتماعية حمدي عبد المجيد ونقلتهم بطائرة عسكرية إلى مدريد، ثم زار أمين الحافظ وميشيل عفلق ويوسف زعين بغداد والتقوا بأحمد حسن البكر وصالح مهدي عماش وتقرر إقالة وزير الداخلية حازم جواد ووزير الخارجية طالب الشبيب.
في 16 تشرين الثاني 1963 صدر قرار بإسناد المناصب الوزارية وكالة إلى رئيس الوزراء أحمد حسن البكر وعدد من الوزراء وكما يأتي:
- أحمد حسن البكر رئيسا لمجلس الوزراء ووزيرا للداخلية وكالة
- الفريق صالح مهدي عماش وزيرا للدفاع ووزيرا للخارجية وكالة
- السيد حميد خلخال وزيرا للإسكان ووزيرا للعمل والشؤون الاجتماعية وكالة
- الدكتور أحمد عبد الستار الجواري وزيرا للتربية والتعليم ووزيرا للمواصلات وكالة
- الدكتور محمود محمد الحمصي وزيرا للاقتصاد ووزيرا للصناعة وكالة
- السيد مهدي الدولعي وزيرا للعدل ووزيرا للإرشاد وكالة

أقيلت في 18 تشرين الثاني 1963 في الحركة التي أطاحت بحزب البعث العربي الاشتراكي، فشغل أحمد حسن البكر منصب نائب رئيس الجمهورية.